# Jan Appelmans
Jan Appelmans (omstreeks 1352 – 1411) was een van de architecten van de Onze-Lieve-Vrouwekathedraal van Antwerpen waar hij verantwoordelijk was voor het koor van de kathedraal. Waarschijnlijk was hij eveneens betrokken bij de uitbreiding van de Sint-Joriskerk in Antwerpen.
Hij was de vader van Pieter Appelmans, eveneens architect, die zijn werk zou verderzetten.

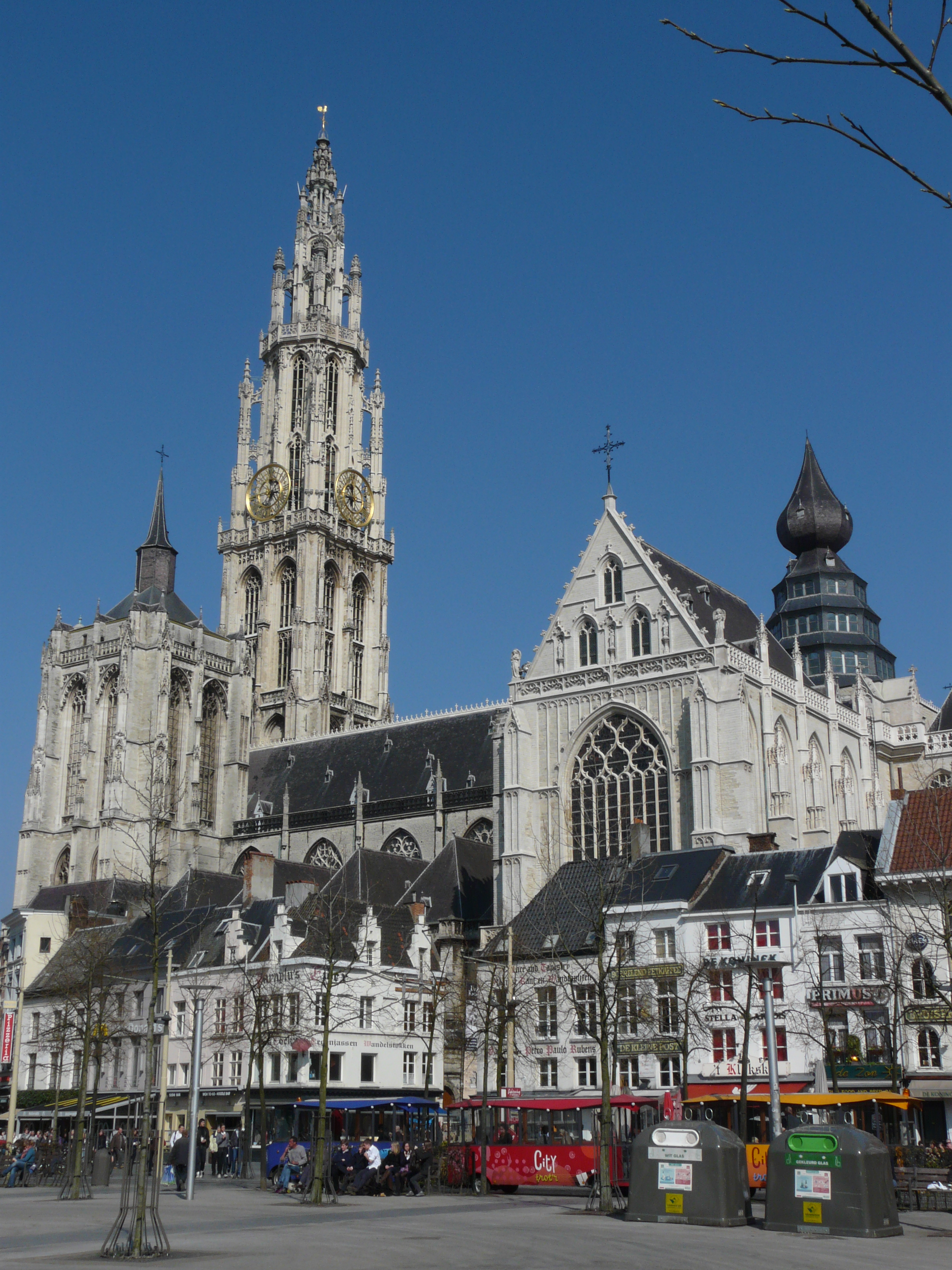
Onze-Lieve-Vrouwekathedraal te Antwerpen